# Çò des de Joanchiquet
Çò des de Joanchiquet és un monument del municipi de Vilamòs (Vall d'Aran) inclòs en l'Inventari del Patrimoni Arquitectònic de Catalunya.

## Descripció
Çò de Joanchiquet és l'habitatge més significatiu de Vilamòs, i un dels més notables de la Val d'Aran. El conjunt dels diversos edificis s'estructura al voltant del corral, amb un portal de fàbrica davant de la casa, el qual duu en la clau: AÑO +1786, i un portal de fusta al darrere que s'obre al "corrau". La residència familiar comprèn dues plantes definides en la façana per obertures de fusta (5-6) i un "humarau" amb tres "lucanes" sota una estructura d'encavallades de fusta que suporta un "losat" de pissarra, de dos vessants i "tresaigües" als extrems amb sengles "humenèges". Un element decoratiu és el rellotge de sol amb números àrabs. A l'interior destaca el forn i la pastadora molt ben conservat, el salonet i l'escala de la planta baixa. La "cava" o "cerèr" és un espai de la planta baixa dedicat a magatzem per eines, llenya i aliments. En la primera planta està la cambra de l'hereu, la cambra dels oncles, la cambra del mosso i del capellà. L'aigüera o "polader" està situada en una cavitat de la paret. Prop del "polader" hi ha l'armari per guardar els plats: el "vaisherèr"; la llar de foc, el forn, l'aigüera, la pastera, la taula, les cadires, els armaris i les prestatgeries. L'escala comunica la planta baixa amb el primer pis i "l'humarau" se situa al mig de la casa, en l'eix de simetria longitudinal, enfront de l'entrada principal.Està formada per dos trams paral·lels: un primer que va des de la planta baixa fins a un replà situat a mitjana alçada i un segon que porta fins al primer pis; l'escala queda tancada per un envà fet amb taules de fusta, que separa els trams; els accessos a les diverses plantes estan tancats amb portes. Les cambres de dormir presenten diverses solucions: individuals, de matrimoni o destinades a persones de diverses generacions, dotades amb llar de foc. El terra, els murs i els envans mostren les tècniques tradicionals a partir de taules de fusta: mixta, "tampat" i "postilhat". "L'humarau que ocupa tot l'espai sota la coberta servida de magatzem del gra, eixugar la roba a l'hivern i els mals endreços; amb un darrer pis, "l'humaralet" destinat a colomer. Dues bordes, una per a cavalls, mules, cabres i ovelles i altra de "piongla". Una altra borda més petita era destinada per als bovins. També un colomer en forma de torre, i un annex per conills i gallines.

## Història
Des del segle xvi la casa de Joanchiquet ha estat una de les més fortes de Vilamòs. Es diu que el fundador fou Joan Aunòs que visqué a mitjan segle xvi, i a partir d'ell hi continuaren deu generacions de la mateixa família; diversos foren síndics del Conselh Generau d'Aran. Va restar deshabitada per raó de l'última guerra civil, amb la mort de Joan Aunòs Subiñac. La filla Joanita Aunòs Arru la vengué a l'Ajuntament de Vilamòs el (1990). La restauració de l'edifici (1995) ha respectat el mobiliari de principis del segle xx. A partir de 1996 Joanchiquet forma part del Musèu dera Val d'Aran.